# Colombianattskärra
Colombianattskärra (Setopagis heterura) är en fågel i familjen nattskärror.

## Utbredning och systematik
Fågeln förekommer från norra Colombia till centrala Venezuela. Tidigare betraktades den som underart till mindre nattskärra (S. parvula) men urskiljs numera som egen art. Den behandlas som monotypisk, det vill säga att den inte delas in i några underarter.

### Släktestillhörighet
Tidigare placerades den i det stora släktet Caprimulgus, men DNA-studier visar att den är närmare släkt med nattskärrorna i bland annat Hydropsalis och Nyctidromus.

## Status
IUCN kategoriserar arten som livskraftig.